# Kepler-24
Kepler-24 eller KOI-1102, är en ensam stjärna belägen i den mellersta delen av stjärnbilden Lyran. Den har en skenbar magnitud av ca 15,5 och kräver ett kraftfullt teleskop för att kunna observeras. Baserat på parallax enligt Gaia Data Release 2 på ca 0,84 mas, beräknas den befinna sig på ett avstånd på ca 3 900 ljusår (ca 1 200 parsek) från solen. Den rör sig bort från solen med en heliocentrisk radialhastighet på ca 6 km/s.

## Egenskaper
Kepler-24 är en gul till vit stjärna i huvudserien av spektralklass G5 V. Den har en massa som är ca 1,1 solmassa, en radie som är ca 1,1 solradie och utsänder energi från dess fotosfär motsvarande ca 0,79 gånger solen vid en effektiv temperatur av ca 5 800 K.

## Planetsystem
Två planetkandidater Kepler-24 b och c upptäcktes 2011 och bekräftades 2012 tillsammans med Kepler-24 d och e.
| Planet | Massa  | Halv storaxel (AE) | Siderisk omloppstid (d) | Excentricitet | Inklination | Radie   |
| ------ | ------ | ------------------ | ----------------------- | ------------- | ----------- | ------- |
| d      | -      | 0,051              | 4,244384                | -             | -           | 1,67 R🜨 |
| b      | 1,6 MJ | 0,106              | 8,1453                  | -             | -           | 2,4 R🜨  |
| c      | 1,6 MJ | 0,068              | 12,3335                 | -             | -           | 2,8 R🜨  |
| e      | -      | 0,138              | 18,998355               | -             | -           | 2,78 R🜨 |